# Sabatia campestris
Sabatia campestris är en gentianaväxtart som beskrevs av Thomas Nuttall. Sabatia campestris ingår i släktet Sabatia och familjen gentianaväxter. Inga underarter finns listade i Catalogue of Life.